# Burnopfield
Burnopfield – wieś w Anglii, w hrabstwie Durham. Leży 18 km na północny zachód od miasta Durham i 392 km na północ od Londynu. W 2001 miejscowość liczyła 3776 mieszkańców.